# 印度金黄鹂
，是雀形目黄鹂科的一种鸟类。

## 特征
印度金黄鹂体重约65.6克，翼长约138.9毫米，嘴峰长约30.9毫米，喙宽度约9.2毫米，喙厚度约8.7毫米，跗蹠长约23.6毫米，尾长约84.6毫米。印度金黄鹂是候鸟，其栖息在密集的中等高度的林地中，食性为杂食性。

## 分布
西西伯利亚至印度次大陆。